# Jules Antoine Lissajous
Jules Antoine Lissajous (4. březen 1822 Versailles - 24. červen 1880 Plombières-les-Bains) byl francouzský fyzik a matematik, po kterém jsou pojmenovány Lissajousovy obrazce.  Byl jedním z prvních průkopníků kymatiky, tj. nauky o  struktuře a dynamice vln a oscilací.

## Život a dílo
Od roku 1841 studoval na École Normale Supérieure a po dokončení studia se stal profesorem matematiky na Lycée Saint-Louis v Paříži.  Doktorát získal v roce 1850 za práci o vibracích tyčí s použitím Chladniho obrazců.  Od roku 1874 byl rektorem na Akademii v Chambéry a roku 1875 byl jmenován rektorem Akademie v Besanconu.
Zabýval se vlnami a kmity. V roce 1855 vyvinul speciální optickou metodu pro  sledování jejich vibrací. Sledoval i zvukové vlny pomocí odrazu světelného paprsku od zrcadla dotýkajícího se zdroje zvuku. Také sledoval zázněje. Na jeho počest jsou pojmenovány Lissajousovy obrazce vznikající při skládání dvou kolmých kmitů, je-li poměr frekvencí roven malým celým číslům. Jsou vizualizacemi vln setkávajících se v pravých úhlech. V letech 1850–1857 publikoval několik prací na toto téma, které shrnul v  díle Mémoire sur l'étude optique des mouvements vibratoires (Elaborát o optickém zkoumání kmitavých pohybů, 1857). 
Navrhl systém tzv. přesného ladění pro hudební nástroje.   Vycházel přitom ze svých pokusů, při nichž  zjistil a hlavně zaznamenal zákonitosti hudebních intervalů.  Znalostí výšky jedné z vidlic ladičky a analýzou obrazců vytvořených jejich vibracemi bylo možné naladit druhou vidlici. Tento jeho systém ladění byl v roce 1859 přijat. Vynalezl vibrační mikroskop, který  umožňoval určit kmitočet kmitající ladičky nebo jiných kmitajících předmětů, například strun, s ohledem na srovnávací ladičku se známým kmitočtem, s nímž se kmitočet zkoumaného předmětu srovnával. 
Lissajous předváděl své experimenty s kombinací oscilací před Societé d'Encouragement (Společnost pro povzbuzení národního průmyslu)  a před samotným francouzským císařem  Napoleonem III. . V roce 1857  měl v  Royal Institution of Great Britain v Londýně přednášku doprovázenou sérií názorných ukázek, které se zúčastnil také Michael Faraday.  Lissajousova optická metoda pozorování vibrací a vibrační mikroskop byly předvedeny na světové výstavě v roce 1867.
V roce 1872 byl vyznamenán řádem Čestné legie. V roce 1879 byl jmenován dopisujícím členem francouzské  Akademie věd. 
Zemřel 24. června 1880  v Plombières-lès-Dijon  v Burgundsku, místo jeho posledního odpočinku známo není.